# 感生放射性
感生放射性（英語：Induced radioactivity）是指原本稳定的材料因为接受了特殊的辐射而产生的放射性。多数辐射不会诱导其他材料产生辐射。感生放射性是伊雷娜·约里奥-居里和弗雷德里克·约里奥-居里于1934年发现的，它也是一种人工放射性。人工放射性是较轻的元素被人为改变或通过感应而具有的放射性。
居里和约里奥发现，当硼和铝等较轻的元素受到α粒子的轰击后，即使在移走α粒子源后它们仍有持续放射性。他们证明，辐射来源于一种带一个单位正电荷的粒子，它具有和电子相同的质量。
中子活化是感生放射性的主要形式。当自由中子被原子核俘获时会形成新的同位素，这种同位素不一定稳定，它的性质取决于原来的元素。脱离原子核的中子会在几分钟内衰变，因此中子辐射只能由元素的衰变、核反应和高能反应（例如宇宙簇射或粒子加速器中的碰撞）产生。被中子慢化剂减速的中子（即热中子）比快中子更容易被原子核俘获。
感生放射性的一种比较少见的形式是用光致蜕变去除原子核中的一个中子。在这种反应中，一个高能光子（伽马射线）带着比原子的结合能更高的能量轰击原子核，使它放出一个中子。这种反应所需能量的最小值是2MeV（对氢核），多数重核需要的能量大约是10MeV。许多光致蜕变不会产生能量足以激发感生放射性的伽马射线。用于食品辐照的同位素（钴-60和铯-137）产生的能量峰值都低于反应所需能量，因此不会使食物具有放射性。
一些感生放射性是由背景辐射产生的，多数是因为自然背景辐射（即天然本底辐射）。不过，由于地球上大部分地区的本底辐射都不强，一个地区的感生放射性通常都很小。
某些型号的反应堆中会产生高能中子流，能引发感生放射性。这些反应堆的组件也会因为所受到的强烈辐射而具有很强的放射性。感生放射性会增加核废料的量，但只要得到控制就不会构成辐射污染。